# Werner Schroeter
Werner Schroeter, född 7 april 1945 i Georgenthal, Thüringen, död 12 april 2010 i Kassel, Hessen, var en tysk filmregissör, manusförfattare och skådespelare.

## Utmärkelser
Schroeter har bland annat vunnit Guldbjörnen 1980 för Palermo eller Wolfsburg och Tyska filmpriset 1991 för Malina.

## Filmografi i urval
- 1969 – Eika Katappa  (manus och regi)
- 1972 – Der Tod der Maria Malibran (manus och regi)
- 1978 – Nel regno di Napoli (manus och regi)
- 1980 – Palermo eller Wolfsburg (regi)
- 1982 – Der Tag der Idioten (manus och regi)
- 1982 – Liebeskonzil (regi)
- 1986 – Der Rosenkönig (manus och regi)
- 1991 – Malina (regi)
- 2008 – Nuit de chien (manus och regi)